# 松本瀧藏
松本 瀧藏（まつもと たきぞう、松本 滝蔵、Takizo Frank Matsumoto、1901年3月20日 - 1958年11月2日）は、日本の政治家、教育者。衆議院議員、外務政務次官、内閣官房副長官（政務担当）、明治大学教授などを歴任した。広島県佐伯郡廿日市町（現廿日市市）生まれ。

## 生涯

### 生い立ち
私生児として生まれる。家族とともに2、3歳からアメリカに渡り、カリフォルニア州フレズノで育つ。アメリカに落ち着くまもなく父が他界。母はレストランを経営する日本人とすぐに再婚。瀧藏はフランク・ナルシマを名乗るようになった。1919年、高校を卒業すると「the Fresno Athletic Club（フレズノ・アスレチック・クラブ）」に日系アメリカ人野球チームを創設した。多くの文献で同チームの創設は銭村健一郎とする物が多いが、ロバート・K・フィッツ著『大戦前夜のベーブ・ルース』では、創設は松本（以下、松本）で、銭村がこのチームに参加するのは翌1920年と書かれている 。松本は長くこのチームに在籍することなく、パサデナに引っ越し、苦学してマサチューセッツ工科大学（MIT）航空工学部に進学。しかし将来敵になるかも知れない日本人学生に最先端技術の秘密を教えることはできないと差別され、自ら退学を余儀なくされた。複雑な家庭環境のためアメリカ国籍が取れず、3番目の父が死んだこともあって1923年、22歳で帰国し旧制広陵中学に編入した。再び日本名を名乗る。年は大きく違うが同級の加藤喜作、銭村辰巳らと野球部で活躍。しかしあまり上手くなく、広陵中学が全国大会初出場（第9回全国中等学校優勝野球大会(鳴尾球場)）した同年、メンバーには入れずマネージャーとして参加。五年時には9番センターでレギュラーとなるが、第10回全国大会の山陽大会準決勝で、この年初の全国制覇を果たした石本秀一監督率いる広島商業とあたり惜敗した。なおこの年、松本が作った広陵高校野球部の応援歌は当時としては珍しい英語の応援歌で現在も残るが、全編英語詞のため、今は歌える人がいないといわれている。
卒業後明治大学に進学。進学年が分からないが、銭村健一郎が「the Fresno Athletic Club（フレズノ・アスレチック・クラブ）」を率いて1924年・1927年に来日できたのは、松本に働きかけによるものなので 1924年には明治大学に在籍していたと思われる。健一郎の従兄弟、銭村辰巳が明治大学に進学し、明治大学硬式野球部に所属するようになると明治大学とフレズノ・アスレチック・クラブとの関係はさらに深まった。1927年のニグロリーグ「the Philadelphia Royal Giants（フィラデルフィア・ロイヤルジャイアンツ）」の日本遠征に当たっては、松本と銭村が主催者のロン・グッドウィンに手を貸した。1929年には銭村の音頭で明治大学野球部がカリフォルニアに遠征した。松本は古賀政男、三木武夫とともに明治の三大名物男と呼ばれた。三木とは生涯に渡り交友を持つ。三木睦子の著作に「三木武夫にとって松本瀧藏、平沢和重、福島慎太郎は、学生時代からの三人の親友」と書かれている。1927年、ポール・ラッシュの発案で発足した明治、早稲田、立教、東京商科、慶応の五大学の英語会（ESS）大学連盟共同代表。明治大学硬式野球部でもマネージャーを務め、アメリカから野球の専門書を原書を取り寄せ、自ら翻訳し選手たちに講義し、ミーティングを徹底し理論野球の追求に貢献した。ロバート・K・フィッツ著『大戦前夜のベーブ・ルース』では、明治大学硬式野球部監督に就任したと書かれている。1929年、明治大学は岡田源三郎監督下で異例の世界一周をした。この時も得意の英語で大いに働く。運動と勉強をよく両立、あまりの英語力を教授に惜しまれ大学院に残る。ポール・ラッシュの知遇を得て、ラッシュの所属する聖公会の教えに深く帰依していた沢田美喜らと二世連合会を結成し、同会の会長を務めた。ラッシュとの親交から始まった二世連合会は、松本のアメリカ人脈を強化させた。スポーツを通じての国際交流という問題意識は、いつしか松本の生涯のテーマとなっていった。
アメリカンフットボールは、ポール・ラッシュと日本に留学した日系二世を中心に日本に導入されたものだが、松本はその中心人物であった。ラッシュの所属する聖公会が、立教大学や聖路加国際病院の創設母体でもあったため、ラッシュは松本とはからって、立教大学と明治大学にアメリカンフットボールチームを、それぞれ誕生させた。1934年、フットボールのリーグ戦設立のためラッシュに協力を求めたのは松本であった。明治、立教、早稲田により、東京学生アメリカンフットボール連盟が設立され、同年12月からリーグ戦をスタートさせた。初代理事長・ポール・ラッシュに次ぐ書記長（共同）を務めた。
大リーグがレフティー・グローブ、ルー・ゲーリッグらを含む"大リーグ選抜チーム"として来日した1931年には通訳として参加。1932年、東京六大学の野球部指導のため来日したモー・バーグと親しくなり、松本がバーグに日本語を教え、代わりにバーグが松本にフランス語を教えた。明治大学の松本の英語の講義に、バーグがゲスト講師として招かれたこともある。また二人は西日本を一緒に旅行した。過熱する大リーグ人気で、日本の少年少女たちが1934年に来日したコニー・マック監督に送った手紙の返事は松本が書いた。松本の翻訳によりマックは日本に親近感を抱いたといわれている（コニー・マック）。この1934年のベーブ・ルースやルー・ゲーリッグ、ジミー・フォックスらの"大リーグ選抜チーム"の来日時は、選手でない遠征団メンバーが観光に出かけるときには、松本がガイド兼通訳を務めた。1936年ベルリンオリンピックでは、日本体育協会の役員として参加し、幻となった1940年の東京オリンピック開催の招致運動にも尽力。このベルリンオリンピックでは、ヒトラーからハーケンクロイツをかたどった勲章も授与された。1937年にはモー・バーグの世話でハーバード大学に留学し、同大学大学院の経営科を修了。モーが1932年に初来日したとき、松本はモーに日本語を教え、植民地だった朝鮮に渡る渡航手続きの労をとってやり、その後も親交が深かった。モーは、1934年に来日した際、聖路加国際病院の屋上から東京市街一円を俯瞰撮影したことで知られるが、聖路加国際病院は、松本と親交のあったポール・ラッシュの所属する聖公会が経営母体であった。
ハーバード大学留学中には、ロサンゼルス領事だった福島慎太郎や在ニューヨーク総領事館に勤務する平沢和重らと親交を結ぶ。そのころ松本は、アメリカ人野球選手と親交があったにもかかわらず、日本の膨張政策の熱心な支持者になっていた。帰国後、日本女子大学教授、フィリピン国立大学交換教授、明治大学教授・理事を歴任した。明治の教授時代には広陵の後輩で、当時の六大学の花形選手だった田部武雄を苛めていた、という件が松木謙治郎の著書にある。田部は明治大学在学中は小西得郎宅に、巨人軍在籍時には松本宅に住んでいたという。1939年の第1回巨人軍フィリピン遠征に通訳として随行。1940年、海草中学の嶋清一がセネタースと契約するが明治に入学。大きな問題となったが、これを仲裁しセネタース側を折れさせたのは、松本から頼まれた鈴木龍二だという。この他、占領軍（GHQ）経済科学局長・ウィリアム・マーカット少将の副官・キャピー原田に通訳として日本語の勉強を勧め、原田は松本の講義を受けた。1945年の敗戦直前に、フィリピン大使館一等書記官だった福島慎太郎が引き連れて逃げてきたフィリピンのホセ・ラウレル亡命政権の面倒を、逮捕覚悟で見る。

### 戦後
1946年、戦後初の衆議院議員総選挙に広島全県区から立候補し当選。この後第23回衆議院議員総選挙から旧広島1区で岸田正記（岸田文雄の祖父）、灘尾弘吉らと競い当選5回。広島の戦後復興に尽力。流暢な英語力を生かしてGHQとの交渉に当たり、旧知の福島慎太郎や平沢和重らと企図して1946年7月、サービス・センタートーキョーというGHQとの間の民間窓口組織をつくり、公職追放者の解除問題に尽くす。鳩山一郎とも懇意で鳩山のパージ解除の他、正力松太郎の早期追放解除も松本とキャピー原田の二つのパイプを使ったものといわれる。GHQ民政局課長・次長を歴任。新憲法起草に尽力したGHQのケーディス、ハッセー、ラウレルらと大学の同窓だった関係で親しかった。私学振興を促すGHQの部局・CIEと明治大学との会談をセッティングし、1946年45歳で最年少の明治大学理事となる。1948年芦田内閣において、栗栖赳夫の経済安定本部総務長官就任の際に大きな役割を果たした。
戦後はGHQとのパイプを生かして、政治及びスポーツ界に特異な地位を占めた。特に戦後日本のスポーツ復興に大きな功績を残す。
下田武三（後にアメリカ合衆国駐箚日本国特命全権大使、第7代日本プロ野球コミッショナー）は、日本のプロ野球が戦後に再開されたのは、野球好きだったマーカット少将が「日本もプロ野球をはじめたらどうか、そうすればみんな元気になりゃしないか、そのためにはなんでもお手伝いしよう」と、松本に話したのが切っ掛けと話している。そのマーカットやキャピー原田とともに日本のプロ野球、社会人野球、中等野球（高校野球）関係者との折衝を仲介、GHQと様々な交渉を行う。鈴木龍二がプロ野球を再開するにあたって、最初に相談に行ったのは当時片山内閣の外務政務次官のポストにあった松本のところであった。GHQに接収されアメリカ軍人の娯楽場となっていた甲子園球場の返還に佐伯達夫らと尽力し、1947年からの選抜中等学校野球大会再開に貢献。
GHQは「中学校全国大会は年に一度にすべき」と命令したが、選抜と夏選手権は日本の中等野球の二本柱と強調する佐伯の懇請を伝えたのは松本の雄弁という。アメリカ第八軍が接収しようとした神宮球場の解除を交渉。しかし解除が難しいなら学生野球のため、未接収だった後楽園球場を代わりに使用すべく交渉にあたった。ところが戦後のプロ野球リーグ再開に執念を燃やす鈴木惣太郎の熱意に折れ、後楽園球場の使用は諦めた。神宮球場が接収解除されたのはこの後大きく遅れ1952年までかかった。1949年、日本社会人野球協会（現・日本野球連盟）発足で顧問。1950年、日本学生野球憲章制定に関与。
またマーカットから、ちゃんとした日本の野球のルール、協約を作ったらどうか、とアメリカからルールを取り寄せ参考にしたらと、これを渡されたが、忙しいので福島慎太郎に渡し、福島もやはり忙しいので平沢和重が引き受け、大部分を引き写して出来たのが1951年に発効された「日本野球協約」という。
1949年、占領下でマッカーサー元帥が後援し、戦後初の日米親善野球となったサンフランシスコ・シールズ来日にあたり日本側の実行委員長としてその開催に尽力。元々正力松太郎や鈴木ら、讀賣グループを中心に招聘を予定していたが、マーカット少将が松本を委員長に据えたといわれている。やむなく鈴木が副委員長に就任。同年2月、正力の初代日本プロ野球コミッショナー就任時にも立ち会い、マーカット少将の通訳を務めた。しかし、正力はシールズ来日にあたり「松本君みたいに、いままでプロ野球に関係のないものが委員長になるのは、スジが通らない。日本のプロ野球を代表する人物は、連盟会長の鈴木龍二君か副会長の君（鈴木惣太郎）なんだ。...」と憤慨していたといわれ、正力と松本の関係は必ずしも良好でなかったのかも知れない。
ノンプロの世界選手権シリーズ（アマチュア野球世界選手権）の開催に尽力した他、1952年には日本とフィリピンのスポーツ交歓としてマニラの社会人野球チーム・マニラ・スターズを来日させた。これは1954年設立されたアジア野球連盟及び、アジア野球選手権大会開催に繋がった。松本は永野護らとともにフィリピン戦後補償「日比賠償協定」に深く関わった。
1953年秋からフィリピンに渡り、フィリピン国立大学の教授を務めながら、マニラアジア競技大会（1954年）の準備を進めた。この過程でマニラ体協がスポーツ使節として広島カープを招待するという話を持ちかけ、1954年の広島カープ初の外国遠征を実現させた。当時のフィリピンはまだ日比賠償協定（1956年締結）が成立しておらず、フィリピンは太平洋戦争中、日本軍に占領され甚大な被害を受けたとされ、対日感情が非常に悪く、国家として緊張を残した状態での遠征であった。カープには、モンテンルパ戦犯の釈放に対する日本からの答礼を伝えることと、スポーツを通じた交流により、国家間の賠償問題を円滑に進めるという親善大使としての役割が与えられ、フィリピンとの国交正常化にひと役買った。同年、フィリピンで開催された第1回アジア野球選手権大会の日本チーム副団長。1956年5月には鳩山一郎首相から日本政府全権団全権委員に任命され「日比賠償協定」を締結させた。内藤雅之全日本野球協会専務理事は「松本氏は日本野球の国際交流の先駆者」とその功績を讃えた。
松本は戦後の日本野球復興に多大な功績を残したが、「日本人に誇りを持ってほしい」とスポーツの振興に力を入れ、野球以外にもスポーツ各界に大きな影響力を持った。第二次世界大戦後、日本は世界のスポーツ界になかなか復帰できないでいたが、松本は日本が一日も早く国際社会に復帰できることを念願し1947年、親友でホノルルの二世歯科医かつ朝日野球団会長の米谷克巳に「近くローマで開かれる国際オリンピック委員会(IOC)総会に、日本のIOC委員も出席するよう通知を受けたが、日本の現状では旅費が出来ない。日本国民の感情を転換させるためには、スポーツを盛んにするのが一番の早道だと思う。ロンドンのオリンピック大会に選手を送ることは、招待されても実現出来ないと思うが、せめて国際オリンピック委員会に出て、一日も早くスポーツによる国際関係を回復したい、ついては五千ドルあれば足りるから、ハワイの日系人社会に訴えて旅費を作って貰えないだろうか」という主旨の書状を送った。これを受け米谷は活動を開始し、言論機関や、日系人有志の協力を得て、熱心に募金活動を展開し一万一千ドルの浄財が集まった。この募金によって1949年4月に開催されたIOCローマ総会に日本のIOC委員・永井松三を送った。永井が各国との繋がりをつけ、同じIOC委員・東龍太郎を送ることが出来た。これはハワイの日系人社会が、日本のスポーツ界に尽くした最も大きな業績の一つといわれる。日本人の海外旅行が制限され旅券発行が厳しい中、GHQに掛け合い旅券を発行させた。
1948年、日本陸上競技連盟のヘッド・コーチで同郷の織田幹雄の5ヶ月に渡る欧米競技会視察に尽力。日本水泳連盟理事として1949年、松本が中心となって、やはりマーカット→マッカーサールートで海外旅行が困難な時代に即座に旅券を交付させ、他の競技団体に先駆け水泳の国際社会ー国際水泳連盟復帰に尽力。1950年の日本水泳チーム米国遠征団長を務め全米水泳選手権に参加した。古橋広之進は松本に感謝の言葉を述べている。1964年東京オリンピック招致などで知られる和田勇（フレッド・イサム・ワダ）は、この時のロサンゼルスの受け入れ側として日本のスポーツ界に関わるようになったもの。
戦後の学校柔道の復活に占領軍と折衝。この他、高校野球の応援などで広く使われる立教大学の第二応援歌「St.Paul's will shine tonight」誕生のきっかけとなった「フレスノ野球団」を立教大学に案内したのは松本という。二世連合会会長として灰田勝彦とフローレンス君子の結婚式の仲人も務めている。
日本体育協会理事などの要職を歴任、スポーツ外交に大きく貢献し、オリンピックには戦前の1936年ベルリンオリンピック、1952年ヘルシンキオリンピックに本部役員として参加。戦後日本が初めて国際舞台に復帰した1951年、第1回アジア競技大会(ニューデリー)、1954年、第2回アジア大会(マニラ)日本代表役員などを務めた。
国民協同党、改進党と親友・三木武夫と政治行動を共にした。1947年片山内閣連立政権、1957年第1次岸改造内閣でそれぞれ外務政務次官就任。1954年第1次鳩山内閣～第3次鳩山内閣で内閣官房副長官を務め、1951年サンフランシスコ講和会議全権随員、日ソ国交正常化全権委員顧問として参加。1956年フィリピン賠償全権委員などを務め、日本の戦後補償にも尽力。またインド・ネール首相など外国からの要人来日時の通訳も務めた。
三木武夫夫人の三木睦子は「公職追放の解除にあたって松本さんの世話にならなかった人はほとんどいませんでした。A級戦犯の岸信介さんが総理大臣になれたのも瀧さんのおかげだと思います。第1次岸内閣で、瀧さんを外務政務次官に抜擢したのもそのためです」と話している。副島隆彦は、松本瀧藏は"アメリカのスパイ"と指摘している。この他、ポール・ラッシュが行なった山梨県での開発（キープ協会）にオブザーバーとして参加した。清里高原に松本の名を冠したユースキャンプ場がある。
日本社会人野球協会副会長などの要職を歴任。広島では1953年から松本の名を冠した社会人野球大会が続いている。人あたりの良いスマートな紳士で面倒見の良い人物といわれたが、政治家として脂の乗り切った1958年総選挙に落選して程なく57歳で死去した。従四位勲二等旭日重光章。
2004年、アメリカンフットボールの日本に於ける普及の功績により、日本アメリカンフットボール殿堂入り。
2016年、戦後の野球界復興や国際交流に尽くした功績により、野球殿堂表彰者（特別表彰部門）に選出された。二つの競技に跨る殿堂入りは史上初。松本瀧藏の野球殿堂表彰式は同年5月28日、平成28年春季東京六大学野球リーグ戦最終節の早慶戦（明治神宮野球場）第1戦の試合開始に先立ち、同じく野球殿堂表彰者の山中正竹（法政大学出身）と同時に執り行われた。